# Goitia, un dios para sí mismo
Goitia, un dios para sí mismo es una película mexicana del director mexicano Diego López Rivera estrenada en 1989. Está basada en la vida del pintor mexicano Francisco Goitia.Fue la película más galardonada en la edición 1990 de la entrega del Premio Ariel, obteniendo entre otros el Premio Ariel a Mejor Película.
Además de utilizar los Estudios Churubusco, en la Ciudad de México, la mayoría de las escenas se filmaron en exteriores. Entre las locaciones se encuentran la propia Ciudad de México y ambientes rurales de los estados de Tlaxcala, Zacatecas y Oaxaca.

## Sinopsis
La cercanía de su muerte y un último impulso por pintar un cuadro más, llevan al pintor mexicano Francisco Goitia a recordar su vida.

## Reparto seleccionado
- José Carlos Ruiz ... Francisco Goitia
- Angélica Aragón ... La Borelli
- Ana Ofelia Murguía ... Juana
- Patricia Reyes Spíndola ... Deifilia
- Alonso Echánove ... Ignacio Beltrán
- Aurora Clavel ... Mujer del río
- Alejandro Parodi ... Dr. Castellanos
- Fernando Balzaretti ... Confesor
- María Teresa Pecanins ... Matrona
- David Villalpando ... Bernardino
- Socorro Avelar ... Doña Marce
- Martín LaSalle ... Padre de Goitia
- Martha Navarro ... Madrastra
- Iván Bronstein ... Santiago Espinoza
- Maya Zapata ... Margarita

## Premios
Fue la película más ganadora de la entrega del Premio Ariel realizada en 1990, habiendo sido nominada a siete premios, llevándose las siete categorías:
- Ariel de Oro a la mejor película para Diego López Rivera
- Ariel de Plata a la mejor dirección para Diego López Rivera
- Ariel de Plata a la mejor actuación masculina para José Carlos Ruiz
- Ariel de Plata a la mejor fotografía para Arturo de la Rosa y Jorge Suárez
- Ariel de Plata al mejor argumento original para Diego López Rivera, Jorge González de León y Javier Sicilia
- Ariel de Plata a la mejor música de fondo para Amparo Rubín
- Ariel de Plata a la mejor ambientación para Teresa Pecanins

## Artículos complementarios
- Anexo:Premio Ariel a la mejor película
- Francisco Goitia

## Sitios exteriores
- Goitia, un dios para sí mismo en Internet Movie Database (en inglés).
- Goitia, un dios para sí mismo en YouTube.

- Datos: Q16482262